# 韋斯特豪根冰原島峰
71°42′S 23°40′E / 71.700°S 23.667°E
韋斯特豪根冰原島峰，是南極洲的冰原島峰，位於毛德皇后地的朗希爾德公主海岸，屬於南龍達訥山脈的一部分，海拔高度1,400米，挪威製圖師在1946年根據該國探險隊拍攝的空中照片繪入地圖，現時由南極條約體系管理。